# Zelená re:vize

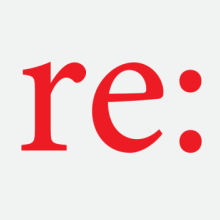
Logo Zelené re:vize

Zelená re:vize je levicová platforma Strany zelených založená 20. února 2015. Platforma se v rámci strany orientuje především na moderaci a iniciaci programové diskuze, například při tvorbě dlouhodobého programu SZ v letech 2015 a 2016. Sdružuje signatáře a signatářky z různých základních organizací, kteří připojili svůj podpis pod manifest. Během prvních dvou let činnosti se k podpisu připojilo více než sto lidí. Za „slibnou levicovou frakci u zelených“ ji považuje Ondřej Slačálek. Za „určitý zárodek“ české levice, která podle něj v ČR jinak příliš vidět není, označil Zelenou re:vizi Petr Uhl.
Kolektiv signatářek a signatářů pořádá pravidelně setkání v různých českých městech k různým programovým otázkám. 

## Manifest a programové body
Se svým vznikem představila Zelená re:vize manifest. Ten přichází mimo jiného s tezí, že „politika je buď sociální, nebo žádná“ a zmiňuje „nutnost přihlásit ke kritice současného společenského systému a k prosazování takových návrhů, které povedou demokratickou cestou k jeho podstatné proměně“. Moc politická i ekonomická se podle něj trvale hromadí v rukou několika málo lidí.
Přílohou manifestu je několik programových bodů, které Zelená re:vize požaduje zařadit do nového politického programu SZ. Mezi ty, jimiž se již zabývala na svých setkáních, patří co nejdelší společné vzdělávání pro všechny, právo na dostupné a důstojné bydlení, důsledná regulace kapitálových toků či zavedení bezplatné veřejné dopravy.

## Reprezentanti
Signatáři a signatářky platformy si každých šest měsíců elektronickou volbou volí dva nové mluvčí (po vzoru spolupředsednictví v západních zelených stranách), přičemž pravidlem je, že alespoň jedna z nich musí být žena a alespoň jedna z nich nesmí být z Prahy. Prvními mluvčími byli Monika Horáková a Martin Škabraha, dále Mária Dokupilová a Jakub Kutílek, později Rebeka Vadasová a Pavel Buršík, od října 2016 pak Lucie Hradecká a Vojtěch Weisbauer.
Monika Horáková je první signatářkou Zelené re:vize, která byla na sjezdu v lednu 2016 zvolena do předsednictva Strany zelených. V rozhovoru pro časopis A2 se nechala slyšet, že „Zelená re:vize vyplňuje prostor nalevo od [Matěje] Stropnického“.